# Reindeer Lake
Der Reindeer Lake (deutsch Rentiersee, früher auch Renntiersee) ist mit 5.658 km² einer der größten Seen Kanadas.

## Lage
Er erstreckt sich 400 km südwestlich der Hudson Bay über die Provinzen Manitoba und Saskatchewan, wobei letztere den deutlich größeren Anteil hat. Der See ist von vielen kleinen Seen umgeben, von denen er selbst sehr schwer abzugrenzen ist. Von Nord nach Süd ist er rund 230 km lang und im Zentrum etwa 60 km breit.
Der Rentiersee fließt im Süden über den Reindeer River in den Churchill River ab, der seinerseits schließlich in die Hudson Bay mündet. Orte am Ufer sind Brochet im Nordosten, Kinoosao am Ostufer sowie Southend nahe dem südlichen Seeende. Außerdem befindet sich 20 km südwestlich von Kinoosao auf der kleinen Insel Hydichuk Island der Flugplatz Malcolm Island.

## Abflussregulierung
Um einen ganzjährigen Betrieb des 1928–1933 errichteten Wasserkraftwerks Island Falls am Churchill River auch bei einem geringen natürlichen Zufluss zu gewährleisten, wurde der Reindeer Lake als ein Wasserspeicher ausgewählt. Im Jahr 1942 wurde 5 km unterhalb des damaligen unteren Seeendes bei den Whitesand Rapids ein Wehr errichtet, das seither den Abfluss des Sees reguliert. Der Whitesand Dam (56° 14′ 3,5″ N, 103° 8′ 51,2″ W) staut den See um etwa 2 Meter auf. Bei Vollstau liegt der Seewasserspiegel bei 336,68 m. Die durchschnittliche Wassertiefe beträgt 17 m. Der Gesamtstauraum wird mit 17.900 Mio. m³ angegeben. Das Einzugsgebiet umfasst 62.600 km². Der mittlere Abfluss beträgt 320 m³/s. Die Encyclopaedia Britannica gibt die Wasseroberfläche mit 6.650 km² an; dabei handelt es sich um die Brutto-Fläche mit Inseln.

## Deep Bay
Die nahezu kreisförmige Bucht Deep Bay nahe dem Südende des Sees bei 56° 24′ 18″ N, 102° 59′ 19″ W ist ein Einschlagkrater mit einem Durchmesser von 13 km und einem geschätzten Alter von ungefähr 99 Millionen Jahren. Die maximale Wassertiefe beträgt 219 m.